# La Soledad-bástya
A La Soledad-bástya a mexikói San Francisco de Campeche városában található erődítmény egyik része, a várfalat tagoló bástyák legnagyobbika. Ma A Maja Építészet Múzeuma működik benne.

## Leírás
A város 16. századi alapítása után katonai célú erődítmények építése kezdődött meg, de ezek az eredeti építmények azóta vagy megsemmisültek, vagy átalakították őket. A második ütemben, a 17. századtól végétől kezdve felépült egy nagyjából hatszög alakú városfal, amelyet négy kapu és nyolc bástya tagolt: ezek egyike az északi oldal közepén álló, a tengerpart felé néző, szabálytalan ötszög alaprajzú La Soledad-bástya.
A 20. század elején, a mexikói forradalom során az erődítmény többször volt a szövetségiek, többször az állam kormányzatának kezén, majd 1929-ben katonacsaládok kapták meg. Később azonban felismerték történelmi értékét, ezért úgy döntöttek, műemlékké nyilvánítják és felújítják. A jócskán leromlott állapotú épület felújítása 1937-től 1958-ig tartott, ezután itt rendezték be a Campechei Régészeti Múzeumot, valamint itt kaptak helyet a Nemzeti Történelmi és Régészeti Intézet (INAH) irodái is, amelyek 1995-ben költöztek át új helyükre, a királyi helytartó egykori házába. 1975-ben a múzeum régészeti gyűjteményének egy részét a San Miguel-erődbe szállították át, ide pedig a spanyol gyarmati időszakkal kapcsolatos tárgyakat hoztak helyettük, így a múzeumot is átnevezték A Gyarmati Történelem Múzeumává. 1985-ben ezeket a kiállításokat is más helyre költöztették, csak a maják által készített sztélék maradtak itt, ezért a múzeum új neve Sztélék Múzeuma lett. Később más maja emlékekkel is gazdagodott a gyűjtemény, 2005-től viseli mai nevét, a A Maja Építészet Múzeumát.
A két szintes bástya alsó szintjén hat boltozatos szoba található, amelyeket régen az őrök lakóhelyének, fegyverraktárnak és kápolnának használtak, ma négy közülük kiállítóterem, egy mosdó és egy restaurátorműhely. Az ötszög alakú bástya két sarkán kis saroktorony emelkedik.

## Képek

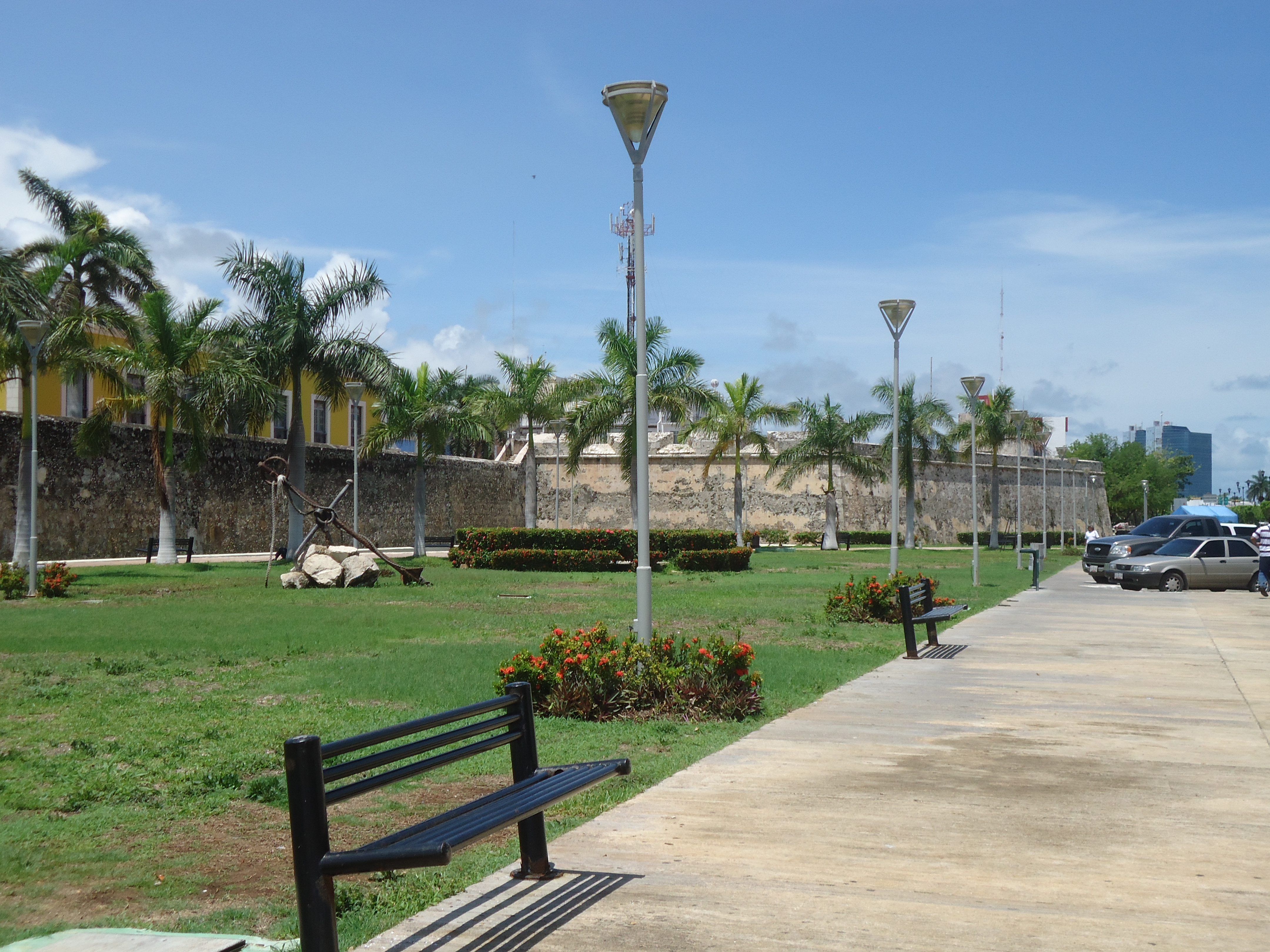
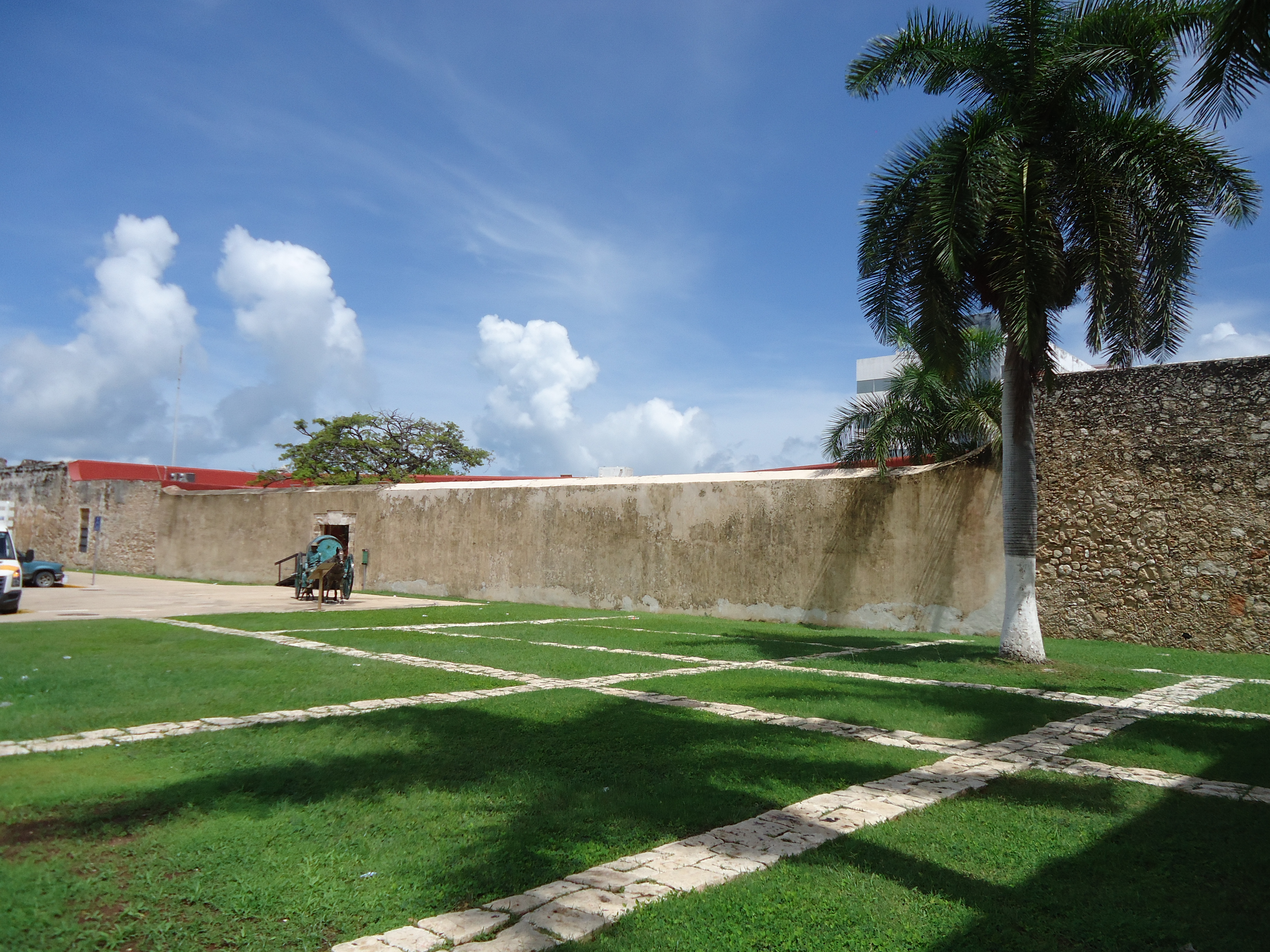